# Chicago Cardinals (Eishockey)
Die Chicago Cardinals waren eine US-amerikanische Eishockeymannschaft aus Chicago, Illinois. Die Mannschaft spielte in der Saison 1926/27 in der American Hockey Association.  

## Geschichte
Das Franchise war 1926 eines der sechs Gründungsmitglieder der American Hockey Association. In der Saison 1926/27 belegten die Cardinals, die ihren Namen am 8. März 1927 in Americans änderten, den fünften Platz der regulären Saison. Bereits nach nur einer Spielzeit wurde das Team nach Kansas City, Missouri, umgesiedelt, wo es anschließend unter dem Namen Kansas City Pla-Mors den Spielbetrieb in der AHA fortsetzte. 